# آدام بیچ
آدام بیچ (انگلیسی: Adam Beach؛ زادهٔ ۱۱ نوامبر ۱۹۷۲) یک هنرپیشه سرخپوست اهل کانادا است. وی از سال ۱۹۹۰ میلادی تاکنون مشغول فعالیت بوده‌است.
از فیلم‌ها یا برنامه‌های تلویزیونی که وی در آن نقش داشته است می‌توان به قلب یک جنگجو ، پرچم‌های پدران ما، کابوی‌ها و بیگانگان ، جوخه انتحار، معما، آلاسکا، بزرگ خالی، پرسی، نادرمانگر و رمزگویان باد اشاره کرد.